# ستيوارت بوسويل
ستيوارت بوسويل (بالإنجليزية: Stewart Boswell) هو لاعب إسكواش أسترالي، ولد في 29 يوليو 1978 في كانبرا في أستراليا.

## وصلات خارجية
- ستيوارت بوسويل على موقع SquashInfo.com (الإنجليزية)
- ستيوارت بوسويل على موقع اتحاد ألعاب الكومنولث (مؤرشف) (الإنجليزية)
- ستيوارت بوسويل على موقع دورة ألعاب الكومنولث 2006 (مؤرشف) (الإنجليزية)